# Nathalie De Roeck
Nathalie De Roeck (Aalst, 26 giugno 1975) è un'ex cestista belga.

## Carriera
Con il Belgio ha disputato i Campionati europei del 2003.